# 森ムチャ
森 ムチャ（もり ムチャ、1988年11月1日 - ）は神奈川県出身のバスケットボール選手である。アランマーレ秋田所属。ポジションはセンター。180cm。

## 人物
日本人の父とフィリピン人の母から生まれる。
宮前平中学校から中村学園女子高校に進み、ウィンターカップ連覇を経験。
その後、拓殖大学に進み、1年よりインカレで活躍。2年次と4年次には優勝に貢献しともにMVPを獲得。一方で年代別やユニバーシアードの日本代表にも選出されている。
2011年、トヨタ自動車に加入。2014年、仁川アジア大会に出場する日本代表に選出。
2020年オフ、デンソーに移籍。
2023年オフ、アランマーレ秋田に移籍。

## 経歴
- 中村学園高校 - 拓殖大 - トヨタ自動車（2011年〜2020年） - デンソー - アランマーレ

## 日本代表歴
- 2007年ユニバーシアード
- 2007年U-19世界選手権
- 2009年ユニバーシアード
- 2014年アジア競技大会